# Willian Farias
Willian Roberto de Farias, mais conhecido como Willian Farias (Curitiba, 6 de junho de 1989) é um futebolista brasileiro que atua como volante. Atualmente joga no Grêmio Novorizontino.

## Carreira

### Coritiba
Willian Farias foi revelado pelo Coritiba, sendo promovido ao profissional em 2008. No ano de 2011, após bons jogos, o volante teve seu contrato renovado até 2014.
No dia 27 de julho de 2012, Willian completou 100 jogos pela equipe paranaense.

### Cruzeiro

#### 2014
Após um bom desempenho no Coxa, teve a sua contratação anunciada pelo então campeão brasileiro, o Cruzeiro, no dia 20 de fevereiro de 2014. Aos 24 anos, o jogador chegou ao clube celeste assinando um contrato de quatro anos.
Conquistou o Campeonato Mineiro e o Campeonato Brasileiro daquele ano, o segundo de forma consecutiva (o clube ganhou também em 2013), sendo importante para a equipe na reta final do campeonato.

### Vitória
No dia 12 de janeiro de 2016, Willian se transferiu para o Vitória, inicialmente por empréstimo até o final do ano. Após finalizar uma excelente temporada, onde foi campeão baiano e peça importante no Campeonato Brasileiro, jogando 33 dos 38 jogos, Willian Farias foi contratado em definitivo pelo Vitória, num contrato de três anos. É o atual capitão da equipe rubro-negra.
Em julho de 2018, mesmo sofrendo com constantes lesões ao longo de dois anos e meio de clube, completou 100 jogos com a camisa da equipe baiana, numa vitória por 1 a 0 diante do Sport.

### São Paulo
Após rescindir seu contrato com o Vitória, foi anunciado pelo São Paulo em 3 de janeiro, assinando contrato até o fim de 2019, com possibilidade de renovação por mais dois anos.

### Sport
Em 13 de setembro de 2019, assinou com o Sport até o fim de 2020.

## Estatísticas
Atualizadas até 20 de agosto de 2020
| Clube             | Ano               | Liga  | Liga | Copa  | Copa | Estadual/Regional | Estadual/Regional | Competições Sul-Americanas | Competições Sul-Americanas | Outras competições | Outras competições | Total | Total | Total |
| Clube             | Ano               | Jogos | Gols | Jogos | Gols | Jogos             | Gols              | Jogos                      | Gols                       | Jogos              | Gols               | Jogos | Gols  |       |
| ----------------- | ----------------- | ----- | ---- | ----- | ---- | ----------------- | ----------------- | -------------------------- | -------------------------- | ------------------ | ------------------ | ----- | ----- | ----- |
| Coritiba          |                   |       |      |       |      |                   |                   |                            |                            |                    |                    |       |       |       |
| 2009              | 1                 | 0     | 1    | 0     | 0    | 0                 | 0                 | 0                          | 0                          | 0                  | 2                  | 0     |       |       |
| 2010              | 8                 | 0     | 1    | 0     | 0    | 0                 | 0                 | 0                          | 0                          | 0                  | 9                  | 0     |       |       |
| 2011              | 23                | 0     | 10   | 1     | 16   | 0                 | 0                 | 0                          | 0                          | 0                  | 49                 | 1     |       |       |
| 2012              | 28                | 0     | 6    | 0     | 13   | 1                 | 2                 | 0                          | 0                          | 0                  | 49                 | 1     |       |       |
| 2013              | 21                | 0     | 0    | 0     | 17   | 0                 | 0                 | 0                          | 0                          | 0                  | 38                 | 0     |       |       |
| 2014              | 0                 | 0     | 0    | 0     | 1    | 0                 | 0                 | 0                          | 0                          | 0                  | 1                  | 0     |       |       |
| Total             | 81                | 0     | 18   | 0     | 47   | 1                 | 2                 | 0                          | 0                          | 0                  | 148                | 2     |       |       |
| Cruzeiro          |                   |       |      |       |      |                   |                   |                            |                            |                    |                    |       |       |       |
| 2014              | 14                | 0     | 5    | 0     | 2    | 0                 | 0                 | 0                          | 0                          | 0                  | 21                 | 0     |       |       |
| 2015              | 3                 | 0     | 0    | 0     | 8    | 0                 | 4                 | 0                          | 0                          | 0                  | 15                 | 0     |       |       |
| Total             | 17                | 0     | 5    | 0     | 10   | 0                 | 4                 | 0                          | 0                          | 0                  | 36                 | 0     |       |       |
| Vitória           |                   |       |      |       |      |                   |                   |                            |                            |                    |                    |       |       |       |
| 2016              | 33                | 2     | 4    | 0     | 11   | 0                 | 1                 | 0                          | 0                          | 0                  | 49                 | 2     |       |       |
| 2017              | 10                | 0     | 6    | 0     | 19   | 0                 | 0                 | 0                          | 0                          | 0                  | 35                 | 0     |       |       |
| 2018              | 21                | 0     | 4    | 0     | 4    | 0                 | 0                 | 0                          | 0                          | 0                  | 29                 | 0     |       |       |
| Total             | 64                | 2     | 14   | 0     | 34   | 0                 | 1                 | 0                          | 0                          | 0                  | 113                | 2     |       |       |
| São Paulo         |                   |       |      |       |      |                   |                   |                            |                            |                    |                    |       |       |       |
| 2019              | 1                 | 0     | 0    | 0     | 4    | 0                 | 2                 | 0                          | 2                          | 0                  | 9                  | 0     |       |       |
| Total             | 1                 | 0     | 0    | 0     | 4    | 0                 | 2                 | 0                          | 2                          | 0                  | 9                  | 0     |       |       |
| Sport             |                   |       |      |       |      |                   |                   |                            |                            |                    |                    |       |       |       |
| 2019              | 14                | 0     | 0    | 0     | 0    | 0                 | 0                 | 0                          | 0                          | 0                  | 14                 | 0     |       |       |
| 2020              | 4                 | 0     | 1    | 0     | 15   | 0                 | 0                 | 0                          | 0                          | 0                  | 20                 | 0     |       |       |
| Total             | 18                | 0     | 1    | 0     | 15   | 0                 | 0                 | 0                          | 0                          | 0                  | 34                 | 0     |       |       |
| Total na carreira | Total na carreira | 181   | 2    | 38    | 0    | 110               | 1                 | 9                          | 0                          | 2                  | 0                  | 339   | 4     |       |

## Títulos
Coritiba
- Campeonato Paranaense: 2010, 2011, 2012, 2013 e 2022
- Campeonato Brasileiro - Série B: 2010[10]

Vitória
- Campeonato Baiano: 2016 e 2017

Cruzeiro
- Campeonato Mineiro: 2014
- Campeonato Brasileiro: 2014

### Prêmios individuais
- Seleção do Campeonato Baiano: 2016,  2017
- Melhor Jogador da final da Copa do Brasil: 2011